# Friuli Isonzo Moscato giallo spumante
Il Friuli Isonzo Moscato giallo spumante è un vino DOC la cui produzione è consentita nella provincia di Gorizia.

## Caratteristiche organolettiche
- colore: giallo paglierino più o meno carico
- odore: tipico armonico caratteristico
- sapore: amabile o dolce armonico ed aromatico

## Produzione
Provincia, stagione, volume in ettolitri
- nessun dato disponibile